# Васильченко, Александр Григорьевич
Александр Григорьевич Васильченко (11 [24] ноября 1911, с. Старая Безгинка, Курская губерния — 8 ноября 1960, Казань) — полковник Советской Армии, лётчик-испытатель, участник советско-финской войны, Герой Советского Союза (1957).

## Биография
Александр Васильченко родился 11 (24) ноября 1911 года в селе Старая Безгинка (ныне — Новооскольский район Белгородской области). В 1931 году окончил индустриальный техникум в Белгороде, в 1932 году — рабфак, в 1933 году — первый курс Киевского химико-технологического института. В августе 1933 года Васильченко был призван на службу в Рабоче-крестьянскую Красную Армию. Учился в Сталинградской военной авиационной школе лётчиков, в 1936 году окончил аналогичное учебное заведение в Харькове. Проходил службу в строевых частях военно-воздушных сил. Принимал участие в советско-финской войне в феврале-марте 1940 года, будучи командиром звена 39-го скоростного бомбардировочного авиаполка, совершил несколько боевых вылетов на бомбардировщике «СБ». В 1941—1943 годах Васильченко командовал отрядом 1-й перегоночной авиационной эскадрильи ВВС РККА, участвовал в перегонке на фронт бомбардировщиков «Пе-2» с авиазаводов в Казани и Иркутске.
С мая 1943 года Васильченко находился на должности лётчика-испытателя авиационного завода № 22 (ныне КАПО имени Горбунова) в Казани. Принимал участие в испытаниях самолётов «Ту-16», «Пе-2РУ», «Пе-2И», «Пе-2», «Ту-4», «Ту-16», «Ту-104», «Ту-110», а также их различных модификаций.
Указом Президиума Верховного Совета СССР от 1 мая 1957 года за «мужество и героизм, проявленные при испытаниях новой авиационной техники», полковник Александр Васильченко был удостоен высокого звания Героя Советского Союза с вручением ордена Ленина и медали «Золотая Звезда» за номером 11139.

Проживал в Казани. Трагически погиб 8 ноября 1960 года. Похоронен на казанском Арском кладбище.
Заслуженный лётчик-испытатель СССР (1960). Был награждён двумя орденами Ленина, орденами Красного Знамени и Отечественной войны 1-й степени, четырьмя орденами Красной Звезды, а также рядом медалей.
В честь Васильченко названы ныне магистральная улица и сквер в Московском районе Казани, где открыт памятник Герою. Мемориальная доска Васильченко установлена в пантеоне Героев городского Парка Победы. В селе Старая Безгинка установлен бюст Героя.